# اطول
اطول یک منطقهٔ مسکونی در الجزایر است که در ناحیه تمنراست واقع شده‌است. اطول ۱٬۳۱۴ متر بالاتر از سطح دریا واقع شده‌است.